# John Harvey
John Harvey född 21 december 1938 i London, är en brittisk författare av kriminallitteratur, mest känd för sin bokserie om Charlie Resnick, som utspelar sig i Nottingham. 
Harvey har givit ut mer än 90 böcker under olika namn, och har arbetat med manus för TV och radio. Den första Resnick-romanen, Lonely Hearts, gavs ut 1989, och utsågs av The Times som en av de 100 Greatest Crime Novels of the Century. Harvey avslutade serien 1998 med Last Rites, men Charlie Resnick har sedan dess gjort perifera inhopp i Harveys nya Frank Elder-serie. Elder är en pensionerad detektiv som nu bor, som Harvey också ett tag gjorde, i Cornwall. Den första romanen i serien, Flesh and Blood, gav Harvey The Silver Dagger 2004. 2007 tilldelades han The Diamond Dagger för sina bidrag till genren.

### Charlie Resnick-serien
1. Lonely Hearts
2. Rough Treatment
3. Cutting Edge
4. Off Minor
5. Wasted Years
6. Cold Light
7. Living Proof
8. Easy Meat
9. Still Water
10. Last Rites
11. Trouble in Mind (2007)
12. Cold in Hand (2008)

### Frank Elder-trilogin
1. Flesh and Blood (2004)
2. Ash and Bone (2005)
3. Darkness and Light (2006)

### Fristående romaner
- In A True Light (2001)
- Gone to Ground (2007)
- Nick's Blues (2008)
- Far Cry (2009)

### Utgivet på svenska
- Av kött och blod 2006
- Till stoft och aska 2007
- Genom ljus och mörker 2008

## Priser och utmärkelser
- The Silver Dagger 2004 för Flesh and Blood
- The Cartier Diamond Dagger 2007